# أرتور دينتر
أرتور دنتر (بالألمانية: Artur Dinter)‏ (27 يونيو 1876 في مولوز - 21 مايو 1948) كاتبًا ألمانيًا وسياسيًا نازيًا.

## سيرة شخصية

### الحرب العالمية الأولى
شارك في الحرب العالمية الأولى باعتباره Oberleutnant في فوج المشاة الألزاسي رقم 136، وتمت ترقيته بسرعة إلى قائد الاحتياط ومنح الصليب الحديدي من الدرجة الثانية. في عام 1915، أصيب بالكوليرا، وفي عام 1916 قضى الكثير من الوقت في المستشفيات الميدانية بعد أن أصيب بجروح خطيرة، وبعد ذلك كان يجب أن يخرج من الجيش. خلال إقامته في المستشفيات الميدانية، أصبح Dinter مألوفًا لكتابات القومي الألماني والصوفي هيوستن ستيوارت تشامبرلين وأصبح بسرعة تابعًا لحركة فولكيش.

## روابط خارجية
- أرتور دينتر على موقع مونزينجر (الألمانية)